# Ляденский сельсовет
Ляденский сельсовет — административная единица на территории Червенского района Минской области Белоруссии.

## Состав
Ляденский сельсовет включает 52 населённых пункта:
- Александровка — деревня.
- Барановка — деревня.
- Барсуки — деревня.
- Берёзовка 1 — деревня.
- Берёзовка 2 — деревня.
- Большая Ганута — деревня.
- Буйное — деревня.
- Ведрица — деревня.
- Великополье — деревня.
- Горки — деревня.
- Горковская Слобода — деревня.
- Городище — деревня.
- Городок — деревня.
- Дубники — деревня.
- Заборье — деревня.
- Задобричье — деревня.
- Зенанполье — деревня.
- Карпиловка — деревня.
- Климов Лог — деревня.
- Кобзевичи — деревня.
- Колеина — деревня.
- Красная Слобода — деревня.
- Красная Смена — деревня.
- Луница — деревня.
- Луч — деревня.
- Лучье — деревня.
- Ляды — агрогородок.
- Малая Ганута — деревня.
- Малиновка — деревня.
- Мариамполь — деревня.
- Матусовка — деревня.
- Меховка — деревня.
- Мощалино — деревня.
- Новая Нива — деревня.
- Новый Будков — деревня.
- Омело — деревня.
- Осово — деревня.
- Перунов Мост — деревня.
- Петровка — бывшая деревня.
- Печище — деревня.
- Плетевище — деревня.
- Подосиновка — деревня.
- Подрубеж — деревня.
- Полянка — деревня.
- Ратное — деревня.
- Речки — деревня.
- Сосновщина — деревня.
- Старые Дороги — деревня.
- Тадуличи — деревня.
- Хутор — деревня.
- Юровичи — деревня.
- Язовки — деревня.

Исчезнувшие населённые пункты:
- Попова Гряда — деревня.
- Ревецкий Бор — деревня.
- Трёхгранный Дуб — деревня.